# اودرووانژ (استان اوپوله)
اودرووانژ (به لهستانی:  Odrowąż) یک روستا در لهستان است که در گمینا گوگولین واقع شده‌است. اودرووانژ ۶۴۰ نفر جمعیت دارد.

## نگارخانه

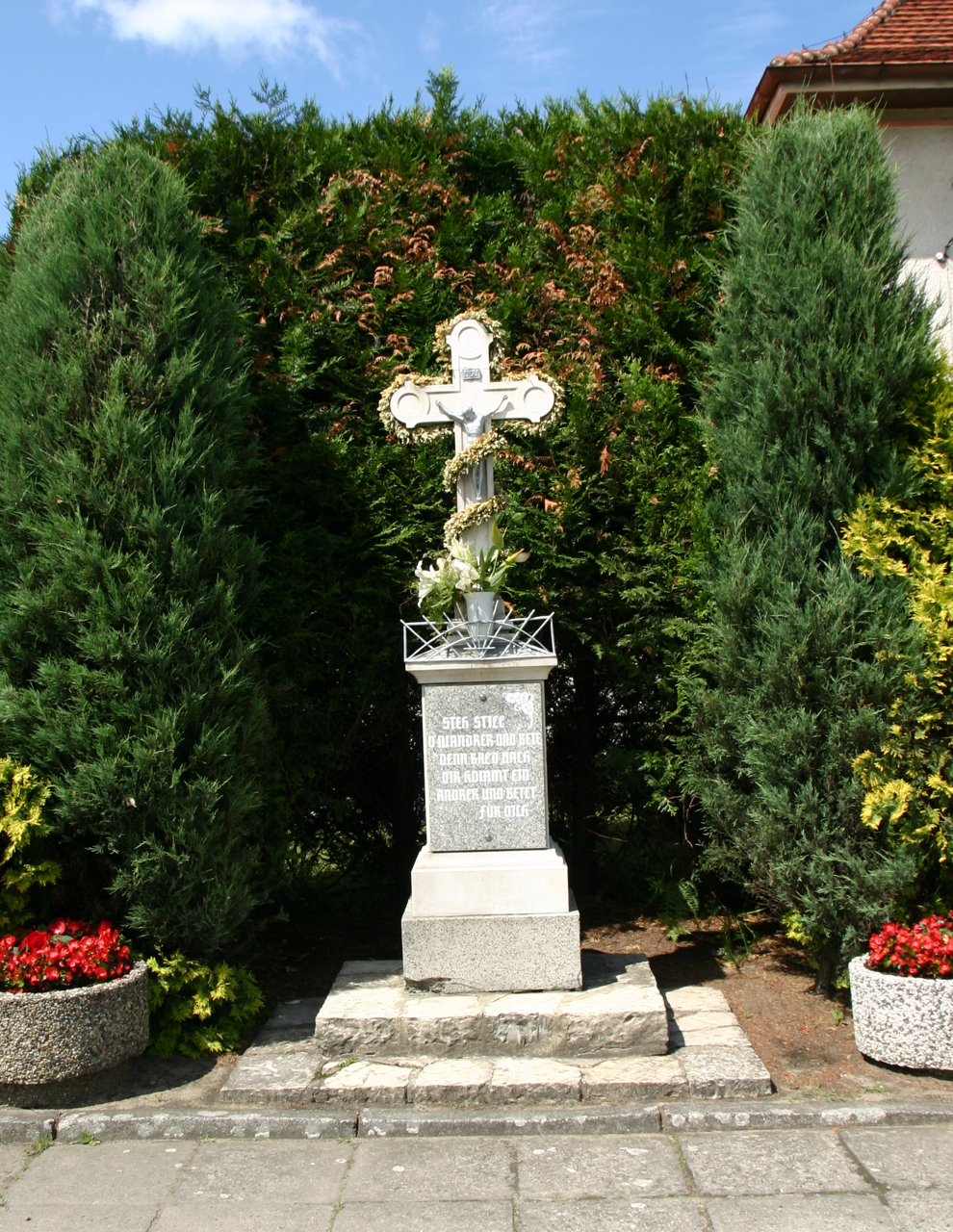
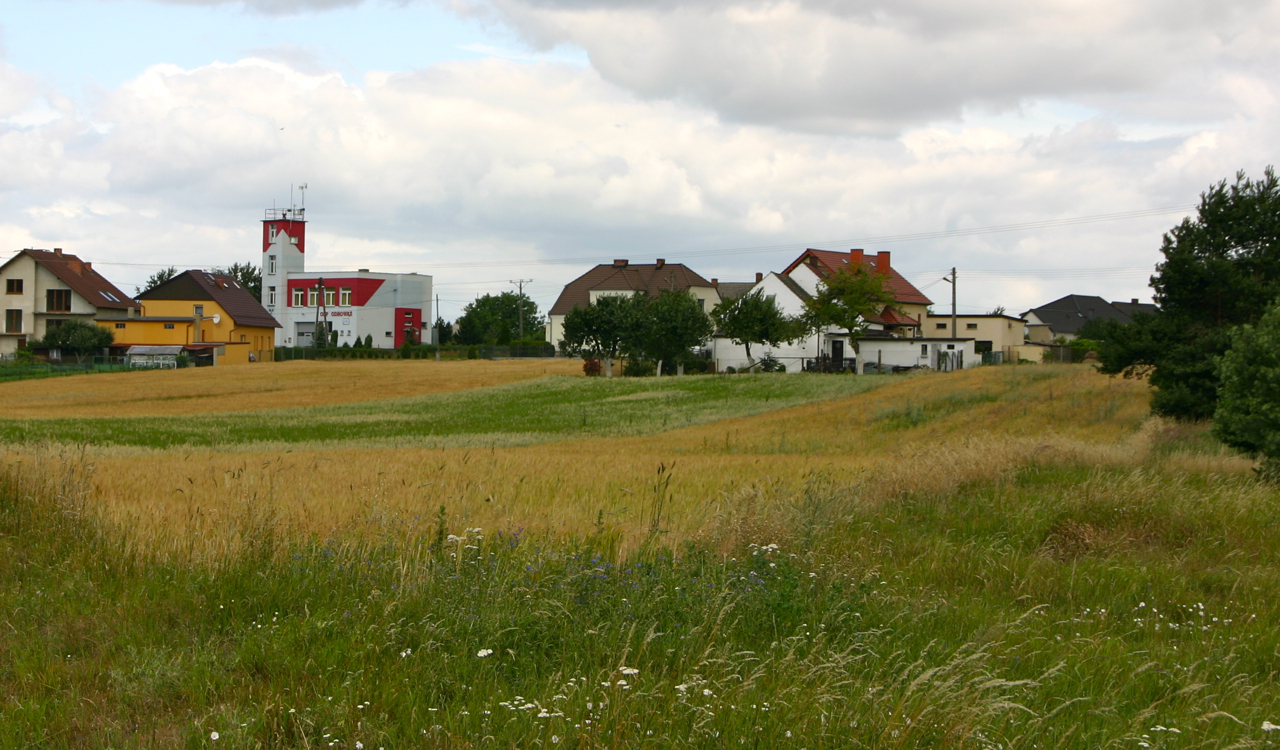
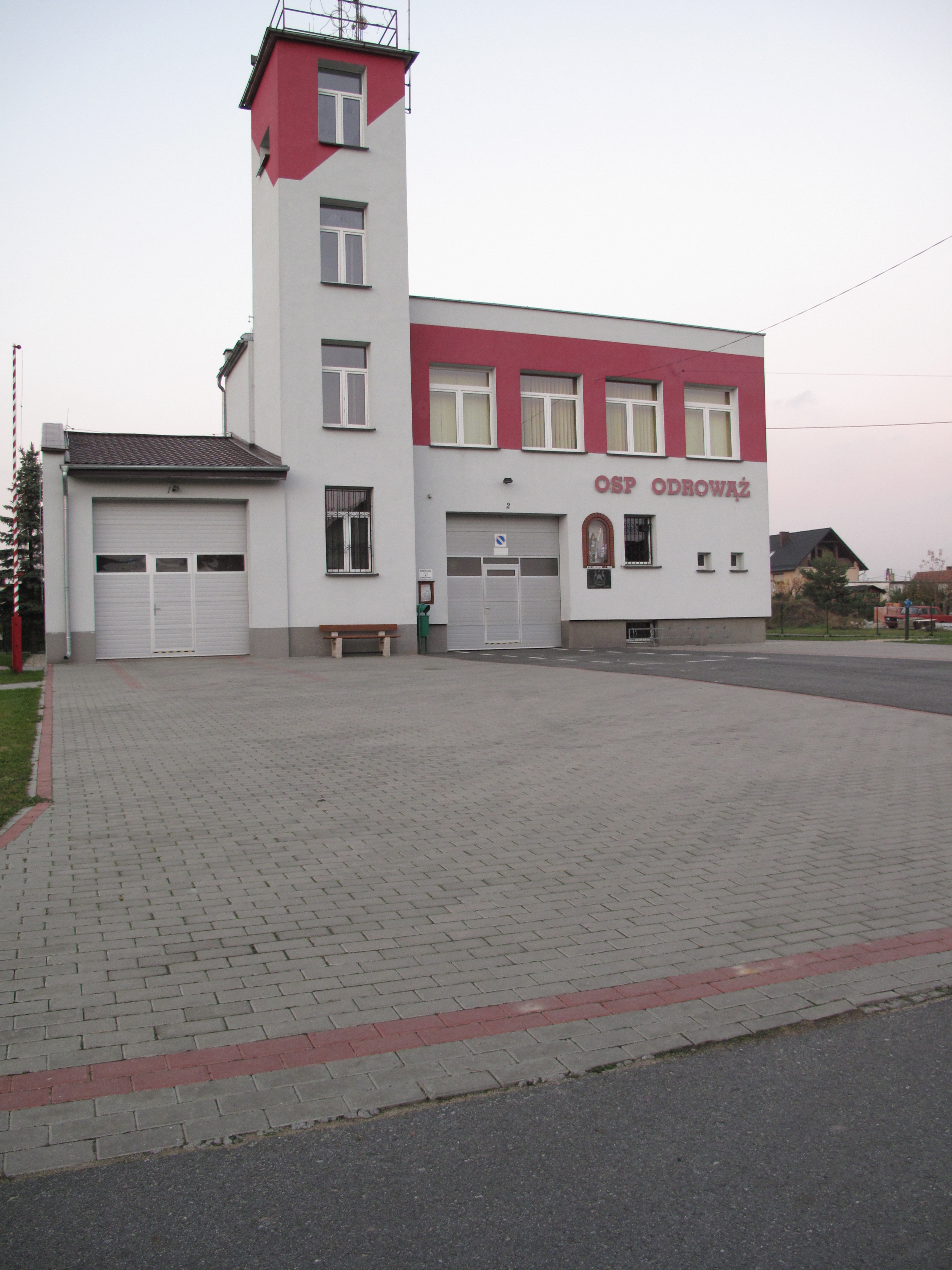